# 澳洲憲法
《澳大利亚聯邦宪法》（英語：Constitution of Australia）是澳大利亚的憲制性法律，规定了澳大利亚政府的运作，以及联邦政府和各州和领地的关系。澳大利亚属于普通法系，宪法由几部法律和其它文件构成，其中最重要的是《澳大利亚联邦宪法》：一般所称“《宪法》”即指此法 。《宪法》在1898年至1900年之间在当时英国在澳洲的各殖民地分别经由全民公决批准后，批准的草案由英国国会作为《1900年澳大利亚联邦宪法法令（帝）》中的一条正式立法。《1900年澳大利亚联邦宪法法令（帝）》于1900年7月9日经维多利亞女王签署立法，1901年1月1日生效。
虽然《宪法》最早是作为英国国会立法获得法律效应的，但《1986年澳大利亚法令》消除了英国国会对在澳大利亚实行的《宪法》进行修改的权力，现在《宪法》只能按照其规定的全民公决机制修改。
其它一些法令对澳大利亚有重要宪政意义。这些包括《1931年西敏法規》：在澳大利亚联邦经由《1942年西敏法規采纳法令》接受；和《1986年澳大利亚法令》：由澳大利亚联邦国会、各州议会和英国国会依据同等文本分别通过。《1942年西敏法規采纳法令》经常被认为是澳大利亚在法律上成为独立国家的时刻，而《1986年澳大利亚法令》则切断了澳大利亚和英国的最后宪政联系。虽然两国仍共戴一君（現為查理斯三世），但他是以两个不同公務身份出任两国元首的。
在澳大利亚的普通法制度下，澳大利亚高等法院和澳大利亚联邦法院拥有对《宪法》条文的解释权。两所法院的判例决定了宪法的解释和应用。

## 起源与沿革
澳大利亚《宪法》的根源是19世纪的联邦化运动，此运动最终造就了在澳洲的各英属殖民地于1901年组成了澳大利亚联邦。此后，《宪法》又继续发展，特别是20世纪的两部法律对澳大利亚的宪政地位起到了重大影响。

### 组建联邦
19世纪中叶，在澳洲的各英属殖民地出于协调多边事务（特别是殖民地间关税事务）合作的需要，开始出现将各殖民地合并为联邦的建议。一开始，联邦运动主要动力来自英国，本地支持并不热烈。其中，较小的殖民地担心被较大的殖民地支配，而最大的两个殖民地新南威尔士和维多利亚之间又在贸易保护问题上争执不下，再加上当时刚结束的美国南北战争更使联邦概念蒙上阴影。19世纪50、60年代的联邦化提议都以失败告终。
19世纪80年代，出于对太平洋上德国和法国势力扩张的恐惧，加上日益增强的澳大利亚民族意识，造就了缔造第一个殖民地间机构的机遇：即1889年建立的澳大拉西亞联邦会议。联邦会议有权就特定议题立法，但没有长期书记处、行政机构，也没有独立的经费来源。由于最大的殖民地新南威尔士拒绝参与，联邦会议的代表价值更加有限。
19世纪90年代，在时任新南威尔士殖民地总理、后来被尊称为“联邦之父”的亨利·帕克思（英語：Henry Parkes）倡议下，各殖民地领导人1890年在墨尔本、1891年在悉尼两次举行会议讨论组建联邦。至此，联邦运动已造起了相当的势头，会议议题开始转向联邦国家的政府结构。昆士兰殖民地总理、后来的大法官三缪尔·格里菲斯（英語：Sir Samuel Griffith）主持起草了第一份宪法草案，但这两次会议背后民众支持仍较有限，而这一稿草案避让了一些较棘手的问题，例如关税政策。1891年宪法草案在各殖民地提交议会审议，但在新南威尔士逾期未通过，此后其他殖民地也就不愿继续了。
1895年，澳洲的六位殖民地总理同意以民选方式召开新的宪政会议。会议在1897年至1898年的一年内数次开会，并产生了新的宪法草案。此稿与1891年宪草在政府组织原则上基本相同，但加入了问责政府条款。为了得到民意支持，宪法草案在各殖民地付诸公决。第一次被否决后，修订的宪法草案又在除西澳大利亚州外的其他五个殖民地再度付诸公决，并获得通过。通过的宪法法案上交大英帝国议会，并附上奏请维多利亚女王将此法案立法的上书。
在订立此法之前，由于各殖民地首席大法官的游说，帝国政府对法案作了一项修改：在关于联邦或州的权利范围的宪政案件中，从联邦高等法院上诉到帝国枢密院的上诉权不可由联邦议会终止。最后，《澳大利亚联邦宪法法令》在1900年由英国议会通过。西澳大利亚州最终在法律生效前决定加入联邦，成为六个原始州之一。澳大利亚联邦于1901年1月1日正式成立。
1990年英国伦敦国家档案局所藏的《澳大利亚联邦宪法法令》原本被借予澳大利亚，澳大利亚政府请求永久保留此本，英国政府通过立法同意了此请求。

### 《西敏法規》和《澳大利亚法令》
虽然在今天联邦的成立经常被视为澳大利亚从英国“独立”的时刻，法理上澳大利亚联邦是英帝国议会通过《1900年澳大利亚联邦宪法法令（帝）》所建的机构，此法通过宗主法权对澳大利亚生效。因此，法理上澳大利亚仍是英国的殖民地，而此后对于英国法律作为帝国法律是否继续对澳大利亚联邦有效也一直有争议。《1931年西敏法規》解决了这一争议：从澳大利亚联邦通过《1942年西敏法規採納法令》后（有效期追溯到1939年），澳大利亚连同其他英国自治领就从帝国管制下解放，获得法理上的完全自治权。从法律角度来说，这经常被视为澳大利亚国家独立的时刻。
但是，由于《西敏法規》的具体排除条文，帝国法律继续在澳大利亚的各州有效。这种情况直到《1986年澳大利亚法令》才得以改变。此法令经由各州议会立法请求、由澳大利亚联邦国会和英国国会立法通过。除了结束英国国会对澳大利亚各州立法的权利，这部法律也终止了最后的从澳大利亚法庭上诉到英国枢密院的上诉权。为了彰显这部法律的重要性，伊丽莎白二世女王特地飞赴澳大利亚，亲自签署了此法律的颁布令。
对于《宪法》来说，由于这两部法律的生效，在澳大利亚境内有效的《宪法》已和原始立法中的条文分离。虽然英国国会可以修正甚至废止該帝国法令，但这不会影响到澳大利亚。在澳大利亚境内有效的《宪法》只有通过《宪法》自身规定的全民公决机制方能修改。与之对应的，经由全民公决生效的澳大利亚《宪法》修正案对在英国境内有效的該帝国法令条文也没有效力。

## 章节
《1900年澳大利亚联邦宪法法令（帝）》包括一段序文和九条。第一条直第八条是综述条款，规定了联邦成立的法律步骤。第九条开始是：“联邦的宪法如下：”，其下即《澳大利亚联邦宪法》的正文。《宪法》本身分为八章，128条。这里引述条文时所用黑体字代表原文中的大写术语。

### 第一章：议会
《宪法》第一章建立了联邦政府的立法机构，即澳大利亚国会。国会由三个部分组成：一、君主（国王或女王），由澳大利亚总督代表；二、众议院；三、参议院。
第1条规定，立法权归于国会，国会拥有最高统治权。
第4條正式為「澳洲總督」建立官職，並規定在管理聯邦政府期間，不得兼領其他聯邦職務的薪資。
第6條規定，議會每年至少必須召開會議一次，亦即兩次會期之間不得超過十二個月。
第一章第二节的主题是参议院。参议员必须“由各州的人民直接选择”，每个州作为一个选区。每个原始州选举的参议员数量必须同等。目前，每个州选举12名参议员，两个大陆领地（北领地和澳大利亚首都领地）各选举两名参议员。
第22条指出澳洲參議院開會時除非議會另有規定，否則應達全體參議員的三分之一的出席（即法定人數），始得開會行使議會權力。1991年參議院（法定人數）法案通過後，澳洲議會將開會的法定人數減為全體參議員的四分之一，以現今議會人數76人計算，亦即至少需19名參議員才達法定人數要求。
第一章第三节的主题是众议院。第24条规定，在实际可行的范围内，众议院议席数应为参议院议席数的两倍，每个议席以单一选区选举。这个两倍的比例被称为两院议席数之间的“连接”（英語：Nexus），用意是在两院合议时（第57条），可以保证较民主选出的众议院的绝对多数。每一州所得的众议院议席数大约按照该州人口对于全国人口的比例分配。
第39条指出澳洲眾議院開會時除非議會另有規定，否則應達全體眾議員的三分之一的出席（即法定人數），始得開會行使議會權力。阿得雷德辯論大會，約瑟夫·卡魯瑟斯認為原有的三分之一人數過高，建議改為二十人即足夠，但他的提議遭到否決。1989年眾議院（法定人數）法案通過後，澳洲議會將開會的法定人數減為全體眾議員的五分之一，以現今眾議員人數150人計算，亦即至少需30名參議員才達法定人數要求。
第一章第四节（“国会两院”）规定了选举和被选举资格、议员津贴、国会议事规则和其他相关事务。
第一章第五节的主题是国会的权力。第51条列出了联邦议会的具体权力。这些事项都是“并行权力”，也就是说联邦和各州都可以就这些事项立法，但如有矛盾则以联邦法律为准（第109条）。第51条所列的39项权力中，有几项后来成为界定联邦政府权力范围的重要条款，包括第一项贸易与商业权，第20项公司权，及第29项外务权。此外，第52条列出了完全赋予联邦议会的“独有权力”，各州不可就这些事项立法。

### 第二章：行政政府
《宪法》第二章建立了政府的行政机构。行政权由总督依据联邦行政会议建议行使。此章规定总督是军队统帅，有权任命和开除行政会议成员、国务部长以及所有行政政府成员。这些权力，加上解散（或拒绝解散）国会的权力（第五节第57条），是总督的“保留权力”，总督依照宪政惯例行使这些权力。一般，总督仅依照总理的建议行事。至今，只有一次发生总督未经时任总理建议行事的例子：1975年澳大利亚宪政危机中，总督科尔自行解除了总理惠特拉姆的职位。
在所有西敏制国家，保留权力都是极少在公认惯例以外行使的。但和一些其他拥有成文宪法的英联邦王国（例如加拿大）不同，澳大利亚宪法下极少赋予君主正式权力，几乎所有的君主权力都由总督行使。
第68条规定总督，作为君主的代表，是澳大利亚的海陆军统帅。

### 第三章：司法
《宪法》第三章建立了政府的司法机构。第71章将司法权赋予一所名称为澳大利亚高等法院的“联邦最高法院”，以及国会设立的其他联邦法庭，以及其他国会决定赋予联邦司法权的法庭。这些法庭在澳大利亚宪法学中称为“第三章法庭”。只有符合《宪法》第三章关于法官终身制、不得减免法官俸禄等规定的第三章法庭可以行使联邦司法权。第73、75-78条规定了高等法院的初始和上诉法权。第74条规定了可以上诉至女王会同枢密院的情况。第79条规定了可以行使联邦司法权的法官数量。第80条保证了联邦可公訴罪行须由陪审团定罪。

### 第四章：贸易
《宪法》第四章针对联邦制下的财政和贸易。第81条规定所有联邦收入都归入同一收入基金。国会有权就钱款的配置立法（第53条）。与其他立法权不同，在此“配置权”下的立法很难用司法审查来挑战。第90条规定关税和货物课税权为联邦独有。
第92条规定“各州间的贸易、通商和交流须绝对自由”。其中“绝对自由”的确切涵义是大量案例中争论的中心。
第96条赋予联邦拨款予各州的权力，拨款可附带“任何议会认为合适的条款和条件”。根据案例，这一权项不受诸多其他条款限制，例如第99条禁止对一州或其部分待遇比另一州或其部分为佳的条文。唯一对此权项有约束的是第116条“宗教自由”款，以及可能其他类似的自由权。此权项原来构想仅为暂时条款（限于“在十年期限内...或此后如议会另行规定”），但实际上至今仍被国会用来鼓励各州与其合作。
第101条设立了州际委员会。此机构现已解散，但按照原来构想是联邦制度中的重要组成部分。

### 第五章：诸州
《宪法》第五章包括与各州及其在联邦制下的角色的条款。第106-108条保留了各州的宪法、议会的权力以及现行的法律。
第109条规定，如州法律与联邦法律不符，则在不符的范围内以联邦法律为准。
第111条规定，一州可以将其任何部分上交给联邦。至今这已多次发生，其中最重要的可能是南澳大利亚州将北领地上交给联邦。
第114条禁止任何一州组建军队，同时禁止州或联邦各自对对方的财产课税。
第116条通称为“宗教自由”条，规定联邦不得立法将某一宗教立为国教、进行强制宗教仪式、或禁止行使某一宗教，并且联邦不得在公职上进行宗教歧视。

### 第六章：新的州
《宪法》第六章允许建立新的州，或新的州加入联邦。第122条允许国会规定任何由州上交予联邦、或有君主置于联邦权下的领地在国会内的代表安排。第123条规定一州的边界须经由该州议会同意并该州全民公决批准方可改变。第124条為澳洲現有州份或領地建立新的州提供了憲法規定，包括從既有的州獨立出來或是由數州（全部或部分）合併而成，並說明須得相關州議會同意。
自联邦成立以来还没有新的州加入联邦。

### 第七章：杂项
《宪法》第七章所含条文包括规定联邦政府驻地（即现在的首都坎培拉）须位于新南威尔士境内但距离悉尼至少一百哩，以及总督可任命副手等。第127条原来规定在州或联邦的人口普查中不可将原住民算入，此条在1967年经全民公决被删除。

### 第八章：宪法的修改
《宪法》第八章规定了宪法修正的机制。第128条规定，宪法修正案必须经由全民公决通过。成功通过修正案须要：
1. 联邦国会两院各以绝对多数通过；及
2. 在全民公决中，全国多数选民赞成，且在多数州分别取得多数。

修正案在通过国会后，须由总督在２－６个月之间付诸公投。如修正案通过国会和公投，会得到御准。在颁布后生效，《宪法》条文在同时正式更改。
另外，如果国会两院中修正案通过一院但未通过另一院，第一次通过的一院可在３个月后再次通过修正案，如果另一院仍不通过，总督可以选择将修正案仍旧付诸公投。
第128条还规定，如果修正案影响某一州在参议院的平等代表权或在众议院的最低代表权，则该修正案必须在此州达到多数方可奏请御准。

## 修正
如上所述，修正宪法须由全民公决中全国多数选民支持，并且在多数州分别取得多数。
联邦成立至今，共有44项修正案付诸公投，其中有八项成功通过。下列是通过的宪法修正案：
- 1906年 – 参议院选举 – 修改第13条，稍微改变了参议院任期和就任日期。
- 1910年 – 各州债务 – 修改第105条，将联邦接管“已有”的各州债务的权力扩张到接管“任何时候”的各州的债务。
- 1928年 – 各州债务 – 增加第105A条，确保1927年联邦和各州达成的财政协议符合宪法。
- 1946年 – 社会服务 – 增加第51条第xxiiiA项（23A项），扩张联邦政府对于一系列社会服务的权力。
- 1967年 – 原住民 – 修改第51条第xxvi项（26项），将联邦政府针对任何种族立法的权力扩张到包括原住民在内；终止第127条，即“在统计联邦、某一州、或联邦的其他部分的人口时，原住民不可算入”条文。
- 1977年
  - 参议院临时空缺 – 1975年澳大利亚宪政危机后续的一部分；将关于参议院临时空缺的惯例正式写入宪法：此惯例是，如参议院出现临时出缺，而由此席位代表的州议会依照宪法选举替补参议员时，必须选择与离任参议员同一政党的人选。1975年有两个州政府违背此惯例提名与离任参议员政党不和的人选，是宪政危机的起因之一。
  - 全民公决 – 修改第128条，允许领地居民参与全民公决，算入全国计票。
  - 法官退休 – 修改第72条，规定联邦法庭法官的退休年龄为70岁（之前没有退休年限）。

历年的澳大利亚选民在修改宪法上表现保守，除此八项其他的修正案都被否决，1977年以来没有一次修正案通过表决。历年在全民公决中被否决的议案包括给予联邦管制垄断的权力（1911年、1919年两次）、为战后重建扩张联邦政府权力（1944年）、取缔共产党（1951年）、加入公民权条文（1988年）、及结束君主制建立共和制（1999年）等众多议案。

## 惯例的作用

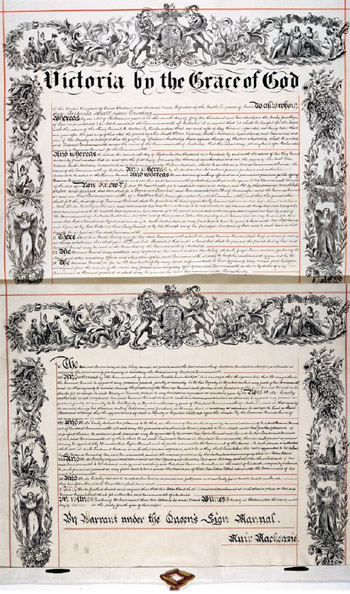
1900年维多利亚女王签发的君主制诰，设立澳大利亚总督职位，作为君主不在澳大利亚时的代表。

除了《宪法》条文、《西敏法規》和《澳大利亚法令》、以及君主制诰外，宪政惯例也是澳大利亚宪法的重要方面。澳大利亚宪政惯例一直在逐渐演变，确定了各种宪政机制在实际中的操作。
由于澳大利亚宪法设立的是西敏制下的责任政府体制，因此宪政惯例在宪法运作中起到重要作用。一些重要的惯例包括：
- 虽然宪法没有正式设立澳大利亚总理职位，这一职位实际上作为内阁领袖出现，并被视为政府首脑。
- 虽然《宪法》中对总督的权力极少有所限制，按照惯例总督依照总理建议行事。

但是，由于惯例并非基于条文，惯例的存在和运作都产生议论。对惯例实质或声称的违反经常引发政治争议。至今最极端的例子是1975年澳大利亚宪政危机，此事件严重考验了惯例的运作。当时的宪政危机最后发生戏剧化的结局：总督科尔将工党总理惠特拉姆免职，并任命马尔科姆·弗雷泽为看管总理以待1975年大选。在此事件中，一系列的惯例都被认为遭到违反。这些惯例包括：
- 关于参议院临时空缺的惯例：如代表某一州的参议员在任期内离任，该州的政府应当从离任参议员的同一政党提名替补人选。评论认为当时的新南威尔士刘易斯政府以及昆士兰州的比耶尔克―彼得森政府相继违反此惯例，在工党参议员离任后分别提名了一名独立议员和一名反对惠特拉姆政府的工党党员。[11]

注：此惯例在1977经由宪法修正案写入《宪法》。修正案要求新参议员的政党必须与旧参议员一样，且如新参议员在就职之前其党籍终止，则其提名和任命无效。虽然比耶尔克―彼得森政府当时任命的是工党党员，但他在就职之前就被工党开除党籍，因此刘易斯政府和比耶尔克―彼得森政府的任命都会违反新的《宪法》条文。
- 参议院对于预算案的惯例：如果参议院的多数党没有同时控制众议院，则参议院不应否决政府预算案。评论认为当时由自由党-乡村党联盟控制的参议院否决预算案即违反了此惯例。[11]
- 总理对于预算案的惯例：如果总理无法确保政府预算通过，应当要求总督举行大选，或辞职。评论认为当时惠特拉姆在遭到参议院史无前例的否决时违反了此惯例。[13]

## 解释
按照澳大利亚的普通法传统，解释和应用《宪法》的法律大多由澳大利亚高等法院在各个案例中的判决生成。澳大利亚高等法院在几个特别重要的案例中诠释了几条解释《宪法》的根本原则。例如：
- 权力分立 – 《宪法》用三个章分别论述政府的三个分支，隐含了类似美国制度、但在西敏制中不常见的三权分立原则。因此，立法机构不可预先指定司法案件的结果，也不可左右司法案件的进行或结果。
- 权力分配 – 执政权在联邦和州政府间分配，有些权力专属于联邦，有些是联邦和州并行行使的，其他权力则属于各州。
- 政府间豁免权 – 虽然在“工程师案”[14]确立了州和联邦政府之间没有完全豁免遵守对方法律的权利，但按照第51条第2项联邦的课税法律不可在各州或各州的部分之间进行歧视，且联邦不可订立歧视各州的法律，也不可订立阻止一州继续存在或作为州运作的法律（“墨尔本法团诉联邦案”）[15]

澳大利亚高等法院庭前的宪法案件大多数与“分辨”（英語：characterisation）有关：即关于新法律是否能够纳入《宪法》赋予联邦的具体立法权项内。

### 权利的保护
《宪法》中没有“权利法案”章节。1898立宪大会的部分代表倾向加入类似《美国宪法》中的权力法案，但多数代表认为《宪法》所设立的议会制度和司法独立已足以保证英国子民的传统权利和自由。因此，澳大利亚《宪法》不时被批评未能足够保护权利和自由。
《宪法》中明言的权利包括：
- 由陪审团定罪权 – 第80条设立联邦可公訴罪行须由陪审团定罪的个人权利。但是，联邦可以自由定义何谓“可公訴罪行”，不论罪行多严重都可以将其定为“非公訴罪行”。高院锡金斯法官（H.B. Higgins）在1928年“王诉阿齐达尔案”的判决中写道：“如有公訴，则必有陪审团，但无法强制程序必用公訴”[16]此后的高等法院判决中意见时有分歧：有些法官试图建立必须使用公诉的权利，理由是宪法条文的解释不可使其无效；其他法官则认为这是在宪法中加入内容，跨出了司法解释的范围。法院在“陪审团”定义上较具弹性：陪审团可以包括女性（虽然《宪法》起草时陪审团只能是男性）；但陪审团不可依据多数意见定罪（传统上陪审团必须一致决定方可定罪，但部分州已改革为多数意见定罪）。虽然对此权利的解释仍有不确定因素，但实际上从没有认为联邦政府就此滥用权力的指控。
- 公正补偿权 – 第51条第31项设立联邦向各州或个人“获取财产”时必须“依据公正条件”进行补偿的权利。“获取财产”未作定义，但高等法院对此作较广的解释，因此此赔偿权的范围较广。
- 州外居住免予歧视权 – 第117条禁止在某一州内对别州居民剥夺权利或进行歧视。法院对此作较广的解释：如果一项限制规定对外州居民的影响较本州居民严重，即违反此权利而无效。[17]但是，各州可以基于本州的自治地位或对州民责任的需要制订关于州籍的要求：例如，各州可以规定只有该州居民可以在州选举中投票。

除权利外，《宪法》中还有一项明言的自由。“自由”（英語：freedom）和“权利”（英語：right）的区别在于后者是个人权利，而前者仅使违反此要求的立法无效。实际操作上，对于个人来说，影响个人的立法如果因违反“自由”而无效，其效果和个人“权利”无异。此明言的自由是：
- 宗教自由 – 第116条设立宗教自由，即禁止联邦（但不影响各州）订立法律“立任何宗教为国教、进行强制宗教仪式、或禁止某一宗教的自由行使”，并且联邦不得在公职上进行宗教歧视。此条以美国宪法的第一修正案为基础，但操作上较弱。由于各州除依据《宪法》交予联邦的立法权外保留了所有其他立法权，因此各州仍有权对宗教立法。至今从未有成功依据第116条推翻立法的案例。成功使用此条的阻力之一是高等法院认为“宗教”的定义缺乏确定性。

除明言的权利和自由外，高等法院还从《宪法》中读出隐含的权利和自由（英語：implied rights and freedoms）。隐含的权利或”结构性的保障”是对整个社群的广泛保障，而不是个人权利，是《宪法》条文和结构总体设立和基于的制度和原则。而隐含的自由则是依据不同《宪法》条文的综合作用。隐含的权利和自由包括：
- 隐含的政治交流自由 – 高等法院在1992年和1994年在一系列案例中确认了《宪法》中隐含了对政治交流自由（英語：freedom of political communications）的保障。[18]这些是合议庭的多数意见，然后在“兰恩诉澳广”案（Lange v ABC）中法院又一致确认此自由的存在。“兰恩”案的判决中没有接受此前案例中较广的意见，而决定此自由局限在能够在《宪法》的“条文和结构”中找到的范围，而不能诉诸笼统的法律或政治原则，例如“民主”原则。法院认为政治交流自由是第7条和第24条所规定的联邦议会必须“由人民选择”的必有相伴原则：人民必须不受限制的就与此“选择”有关的事情互相交流并与人民代表交流。法院认为此自由延伸到各州和领地，因为全国的政治交流在同一范围内进行。此解释与美国宪法第一修正案中的“言论”不同：“言论”可以口述或书写，但基本不保护非文字的表达（例如焚烧征兵卡）。高等法院的解释使用较广的“交流”（英語：communication）因此避开了这一限制。[19]但是，此自由不是绝对的，法律对此自由造成的“负担”如果对与某合法目标（例如公共安全）是“成比例”的，则可以成立。
- 隐含的选举权 – 高等法院在2007的“洛奇诉选举委员会”案（Roach v Electoral Commissioner）中判定《宪法》第7条和第24条规定的众议院与参议院须“由人民直接选择”设立了有限的选举权。此权利原则上保障了普遍选举权，限制了联邦议会改变普遍选举制度的立法权。在“洛奇”案中，一项剥夺所有服刑犯人选举权的修正法案被判违反此权利因而无效（修正之前的法律剥夺在服三年有期徒刑以上的犯人的选举权）。法院决定，《宪法》对民主选举的国会的结构性保障使得联邦在剥夺社群中一部分人的选举权时必须要有实质并合法的原因，但《宪法》没有赋予每个个人在选举中投票的“权利”。

其他在高等法院案例中寻找隐含权利或自由的尝试都未成功。历年判决中有部分法官提出过隐含的结社自由和集会自由（作为独立的自由或与政治交流自由相连），但至今没有在任何案例中得到多数法官支持。

## 重大改变的提议
在历年提出的对《宪法》的修改中，近年有两项重大改变提议特别引起注意。两项提议都在1999年公投中经审议并被否决。

### 前言
虽然帝国《1900年澳大利亚联邦宪法法令》包含了标准形式的前言，但《宪法》本身没有前言。有呼声认为应该在《宪法》中加入前言，以表达宪法所承载的精神和愿望。但此类建议也受到强烈反对——通常反对的意见是基于前言的内容，此外关于前言的法律后果也有争议。
1999年与共和提案公投同时举行的公投中，一篇主要由时任总理约翰·霍华德撰写的前言稿遭到否决。赞成票（即赞成加入此前言）在六个州都没有达到多数。

### 共和
自联邦成立以来，关于澳大利亚是否应当成为共和国的辩论一直不休。1999年11月6日，一项废除女王、将总督改为由国会三分之二多数议员委任的总统的议案在公投中遭到否决。

## 纪念
在澳大利亚每年的7月9日是“宪法日”，纪念1900年《宪法》立法之日。此日不是公共假日。2000年7月9日是《宪法》立法一百周年，是第一次庆祝宪法日，作为联邦百年庆典的前缀活动之一。2007开始由保存《宪法》原件的澳大利亚国立档案馆与联邦政府的移民及公民部合办每年的纪念活动。